# Portada/article juliol 26

## Carl Gustav Jung
Carl Gustav Jung (Kesswil, cantó de Turgòvia, Suïssa, 26 de juliol del 1875 – Küsnacht, cantó de Zúric, 6 de juny del 1961) fou un metge, psiquiatre, psicòleg i assagista suís, i una figura clau en l'etapa inicial de la psicoanàlisi; posteriorment, fundà l'escola de psicologia analítica (també anomenada psicologia dels complexos i psicologia profunda).
A Jung se'l relaciona sovint amb Sigmund Freud, amb qui col·laborà en els seus inicis. Jung fou un dels pioners de la psicologia profunda, i un dels estudiosos d'aquesta disciplina més llegits al segle xx. El seu estudi teòric i clínic emfasitzà la connexió funcional entre l'estructura de la psique i la dels seus productes (és a dir, les seves manifestacions culturals). Això l'impulsà a incorporar en la seva metodologia nocions procedents de l'antropologia, l'alquímia, els somnis, l'art, la mitologia, la religió i la filosofia.